# Bernadets-Debat
Bernadets-Debat è un comune francese di 105 abitanti situato nel dipartimento degli Alti Pirenei nella regione dell'Occitania.

## Società

### Evoluzione demografica
Abitanti censiti